# سيمون بروكتر
سيمون بروكتر (بالإنجليزية: Simon Procter)‏ هو مصور وفنان بريطاني، ولد في 8 نوفمبر 1968 في لانكشر في المملكة المتحدة.